# 이성미 (희극인)
이성미(李聖美, 1959년 12월 25일 ~ )는 대한민국의 희극 배우 출신 방송인이다.

## 생애
1979년에 연극배우로 첫 데뷔하였으며 1년 후 1980년 제2회 TBC 개그콘테스트에서 김은우와 팀을 이뤄 대상을 수상한 후 연예계에 정식 데뷔했다. 1980년대엔 가수 김학래의 아이를 가졌으나 아버지의 결혼반대로 인해 헤어진 뒤 홀로 아들을 낳고 미혼모로 살았다. 1992년 잡지사 기자 조대원을 만나게 되었고 조대원은 취재차 이성미를 만났으나 이를 계기로 이성미와 가까워졌다. 이들은 1993년 결혼을 하였고 이후 딸 2명을 낳았다. 조대원은 기자 생활을 그만둔 후에는 이매진아시아 대표이자 국제대학교 방송학부 교수로 활동중이다. 연예계 데뷔 이후 왕성한 활동을 벌였고 1993년 희극 배우 박미선과 '쌍방울자매'를 결성하여 가수 활동을 하기도 했다. 세 자녀의 유학생활을 위해 2002년 캐나다로 건너갔다가 아들만 캐나다에 남겨두고 딸 둘을 데리고 2009년 대한민국으로 돌아와 연예계에 전격복귀했다. 한편, 1991년 가을  SBS로 이적한 후 한동안 SBS에서 활동해 오다가 1993년 10월 SBS와의 전속계약이 종료된 뒤 SBS(코미디 전망대)(94년 가을 하차)와 MBC(오늘은 좋은날)(94년 봄 하차)에서만 활동해 왔으나 1994년 가을 이후 한동안 코미디 프로그램을 중단했으며 SBS 《코미디 펀치펀치》의 한 코너로 1996년 7월 21일 첫 회가 나간 '정경부인 바람날까'로 코미디 프로그램 활동을 재개했는데 비디오용 성인영화 《젖소부인 바람났네》  제작자인 영화배우 출신 한지일과 여주인공이었던 진도희가 1996년  호흡을 맞춰 화제가 되었지만 "성인용 비디오 영화의 주인공을 TV에 고정 출연시키는 것은 프로그램의 질적 저하를 초래한다"는 지적을 산 데 이어 급기야 《코미디 펀치펀치》가 1996년 9월 8일 방송분부터 와이드 편성되면서 '정경부인 바람날까' 코너도 막을 내리게 되어 한동안 MC 위주로 활동했다.
이후,  1999년 봄 신설된 KBS 2TV 코미디 세상만사의 한 코너였던 '열받는 사람들'로 KBS 코미디 프로그램 복귀를 했지만 코미디 세상만사가 그 해 9월 초 포맷을 정통 콩트 코미디로 변경한 동시에 모든 코너를 물갈이하면서 코너가 폐지되어 이성미의 KBS 코미디 프로그램 복귀는 실패로 끝났으며 '열받는 사람들' 출연진 중 한 명이자 1987년 제 1회 MBC TV 개그맨 콘테스트로 데뷔한 뒤 MC 외의 모든 활동을 MBC에서만 해 온 이경실은 '열받는 사람들'이 본인의 처음이자 마지막 타방송사 코미디 프로그램 출연작이 됐다.

## 학력
- 동래여자고등학교 졸업
- 서울예술전문대학(지금의 서울예술대학교) 방송연예과 전문학사 졸업

## 출연작

### TV 프로그램
- 《젊음의 행진》 - (KBS 2TV)
- 《유머1번지》 - (KBS 2TV) [탱자 가라사대]
- 《생방송 게임천국》- (KBS 2TV) 방송인 손범수와 함께 진행
- 《코미디 전망대》 - (SBS)
- 민속의 날 특집 - 《세계폭소 가요제》 - (KBS 2TV)
- 《스포츠교실》 - (MBC)
- 《말 좀 합시다》 - (MBC) 개그맨 홍기훈과 함께 진행
- 《강남길, 이성미의 요리쇼》 - (KBS 2TV)
- 《꾸러기 대행진》 - (SBS)
- 《좋은 친구들》 - (SBS)
- 《오늘은 좋은날》 - (MBC)
- 《가족오락관》 - (게스트, KBS 1TV, KBS 2TV)
- 《테마게임》 - (MBC)
- 《남자 셋 여자 셋》 - (MBC)
- 《순풍산부인과》 - (SBS)
- 《순간포착 세상에 이런일이》 - (SBS)
- 《코미디 세상만사》 - (KBS 2TV) [열받는 사람들]
- 《행진》 - (SBS)
- 《개그콘서트》 - (KBS 2TV) (2000년 10월 14일 ~ 10월 21일)
- 《웬만해선 그들을 막을 수 없다》 - (SBS)
- 《딩동댕 유치원》 - (EBS)
- 《이경실, 이성미의 진실게임》 - (SBS)
- 《토요 스타클럽》 - (SBS)
- 《해피투게더 시즌 3》 - (KBS 2TV)
- 《강연 100℃》 - (KBS 1TV) 2012년 10월 26일
  - 강연주제 : 누구 때문에 사십니까?
  - 공감온도 : 93°C
- 《닥터콘서트》 - (TV조선)
- 《TV조선 신문고》 - (TV조선)
- 《웰컴 투 시월드》 - (채널A)
- 《속풀이쇼 동치미》 - (MBN)
- 《꿀단지》 - (JTBC)
- 《개밥 주는 남자》 - 채널A (특별출연)
- 《2016 희망TV SBS》 - (SBS)
- 《허참의 토크&조이》 - (대전MBC) (게스트, 2016년)
- 《정한용 이성미의 쉘위토크》 - (채널i)
- 《MBC 스페셜》 768회 : 2018 언니는 살아있다 - (MBC)
- 《TV는 사랑을 싣고》- (KBS 1TV)
- 《다큐 인사이트》- (KBS 1TV) 개그우먼
- 《CTS두란노성경교실 인바이블》- (CTS기독교TV)
- 《생방송 행복드림 로또 6/45》- (MBC) 게스트 1040회

### 라디오 프로그램
- 《연못골산책》(기독교방송)
- 《밤을 잊은 그대에게》(한국방송)
- 《개그펀치》(한국방송)
- 《세월따라 노래따라》(문화방송)
- 《4시에 만납시다》(문화방송)
- 《가요산책》 - 기독교방송
- 《이성미·박미선의 신나는 오후2시》 - (SBS AM 라디오)
- 《9595쇼》 - (TBS 교통방송)
- 《이성미의 이야기쇼》 - (SBS 러브FM)
- 《노사연, 이성미 쇼》 - (SBS 러브FM)

### 영화
- 《철부지》(1985년)
- 《흑성 마왕과 슈퍼 왕자》(1987년)
- 《장미여관》(1991년)

### CF
- 《LG생활건강》 모그졸*바크졸 (1983년)
- 《팔도》 팔도라면 (1984년)
- 《기린》 제리*씨 (1984년)
- 《동아연필》 XQ 샤프심 (1985년)
- 《동아연필》 피노키오 그림물감 (1985년)
- 《롯데푸드》 롯데 살로우만 "도시락 윈나" (1986년) - 양미경와 함께 촬영
- 《LG생활건강》 레인보우 (1987년) - 정명재와 함께 촬영
- 《청보식품》 깨꿍스낵 (1987년) - 김형곤, 엄용수, 김학래와 함께 촬영
- 《헨켈홈케어코리아》 홈매트 (1992년)
- 《보령메디앙스》 보드레 (1995년) - (이홍렬과 함께 목소리 출연)

## 앨범
- 《우리끼리》[14](1983년)

## 저서
- 《아들아, 너는 세상을 크게 살아라》. 이지북. 2005년. ISBN 9788956241708
- 《사랑하며 살기에도 시간이 부족하다》. 두란노서원. 2014년. ISBN 9788953120426

## 수상 경력
- 1980년: 제2회 TBC 개그콘테스트 대상
- 1987년: 제1회 KBS 코미디 연기대상 여자 연기상, 백상예술대상 TV부문 여자예능
- 2020년 SBS 연예대상 레전드 특별상